# Foley (Musiker)

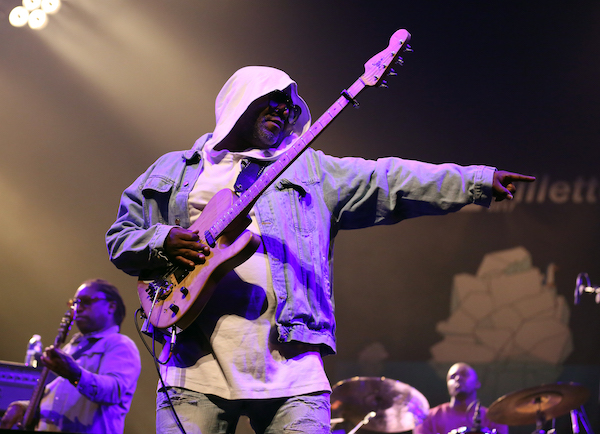
Foley (2017)

Foley (* 1962 in Columbus (Ohio) als Joseph McCreary, Jr.) ist ein US-amerikanischer Bassist und Schlagzeuger. Er wurde als „Lead-Bassist“ in der letzten Band von Miles Davis bekannt, in der er von 1987 bis 1991 spielte.

## Werdegang
Foley spielte mehrere Jahre in seiner Heimatstadt Columbus, komponierte und nahm eigene Musik auf. Der Künstlername Foley bedeutet auf Deutsch Geräuschemacher. Einer anderen Überlieferung nach wurde er zunächst „Four Legs“ gerufen, woraus sich der Spitzname Foley entwickelt habe.
Miles Davis kam über Marcus Miller mit Foley in Kontakt; Davis engagierte ihn, nachdem er 1987 nur ein einziges Stück einer Demo-Kassette gehört hatte.
Er spielte 650 Auftritte für Miles Davis und ist auf den Miles-Davis-Alben Amandla, Dingo, Live Around the World und The Complete Miles Davis at Montreux zu hören. Seinen Bass stimmte er eine Oktave höher als die Standard-Stimmung und setzte verschiedene Effekte ein; dadurch klang er eher wie ein Gitarrist.
Der Autor George Cole berichtet über das Ende dieser Zeit:

„Ironischerweise starb Miles zu der Zeit, als Foley anfing, sich in der Band von Miles glücklich zu fühlen. ‚Bis zu den letzten sieben Gigs, bevor es vorbei war, genoss ich keinen Auftritt mit Miles ...‘, sagt er. ‚Wir waren eines Abends in Venedig und er sagte mir, ich solle die Hälfte von dem spielen, was ich normalerweise spielte. Ich war den ganzen Tag angefressen, bin dann auf die Bühne gegangen und habe es versucht – und ich habe gemerkt, dass das genau das ist, was mich zum Ausdruck brachte. Das war die Nacht, in der ich angefangen habe zu spielen.‘“

Daneben war er mit Kenny Garrett (1989) und mit George Clinton (1993) im Aufnahmestudio. 1993 spielte er für Mint Condition auf dem Album From the Mint Factory den Titel Gumbo und das Lead-Bass-Solo auf So Fine. Unter eigenem Namen legte er 1993 das Album 7 Years Ago ... Directions in Smart-Alec Music vor.
Foley spielte für Alice in Chains, Santana, Foreigner, Macy Gray, Fishbone, Primus, Lenny White und andere. Mit George Clinton war er 2011 zum letzten Mal auf Tournee. Aktuell ist er Mitglied von Chris Dave and the Drumhedz (gleichnamiges Album für Blue Note Records 2017).

## Auszeichnungen
Die Cité de la musique zeigte vom 16. Oktober 2009 bis zum 17. Januar 2010 eine Miles-Davis-Ausstellung, die Foleys Lead-Bass beinhaltete.